# Ludovic Trarieux
Pour les articles homonymes, voir Trarieux.
Jacques Ludovic Trarieux, né à Aubeterre-sur-Dronne le 30 novembre 1840 et mort à Paris le 13 mars 1904, est un avocat et homme politique français. Instigateur de la révision du procès du capitaine Alfred Dreyfus, il est le fondateur et le premier président (1898-1903) de la Ligue des droits de l'homme.

## Biographie

### Un républicain libéral
Ludovic Trarieux est né en Charente, dans une famille aisée. Il fait des études de droit et devient avocat au barreau de Bordeaux de 1862 à 1881. Il est élu bâtonnier de l'Ordre des avocats de Bordeaux en 1877 et est secrétaire de la Conférence du stage en 1864.
Aux élections législatives de 1877, il est battu sur l'arrondissement de Lesparre-Médoc en Gironde par le bonapartiste Louis Grossin de Bouville. Deux ans plus tard, en 1879, à la suite de la vacance du poste d'Henri de Lur-Saluces, élu au sénat, il parvient à être élu député de la gauche républicaine à la Chambre des députés sur la 4e circonscription de Bordeaux jusqu'en 1881. Il échoue à être réélu en 1881, 1883 et 1885.
Au renouvellement triennal du Sénat de 1888, il est élu sénateur de la Gironde jusqu'en 1903.
Il est républicain libéral, hostile notamment à la création des écoles publiques et très critique à l'égard de la loi Waldeck-Rousseau de 1884 sur les syndicats. Il est notamment rapporteur devant le Sénat des « lois scélérates » de 1894, qui limitent la liberté de la presse.
Il devient garde des Sceaux dans le cabinet d'Alexandre Ribot durant la majeure partie de l'année 1895, s'opposant notamment à Jean Jaurès pendant les grèves de Carmaux de 1892-1895.
C'est donc un homme de droite modérée qui fonde la Ligue des droits de l'homme, celle-ci se préoccupant principalement alors du droit de la personne, dans la perspective de la bourgeoisie libérale de l'époque qui était hostile aux abus de droits sociaux. Aucun élément n'a été apporté démontrant que Trarieux eût été franc-maçon,.

### L'Affaire Dreyfus et la création de la Ligue des droits de l'homme
Artisan actif de la révision du procès Dreyfus, Ludovic Trarieux doute dès 1895 de la culpabilité du capitaine Alfred Dreyfus dont le cas déchire la IIIe République. Il doute notamment de la régularité du procès au Conseil de guerre, qui s'est déroulé en décembre 1894. Ses doutes sont réalimentés par Auguste Scheurer-Kestner ; le 7 décembre 1897, il est le seul à le soutenir quand il interpelle Jules Méline. Les 9 et 10 février 1898, il dépose longuement et fermement en faveur d’Émile Zola, poursuivi en diffamation, à la suite de la publication de « J'accuse… ! » le 13 janvier de la même année.

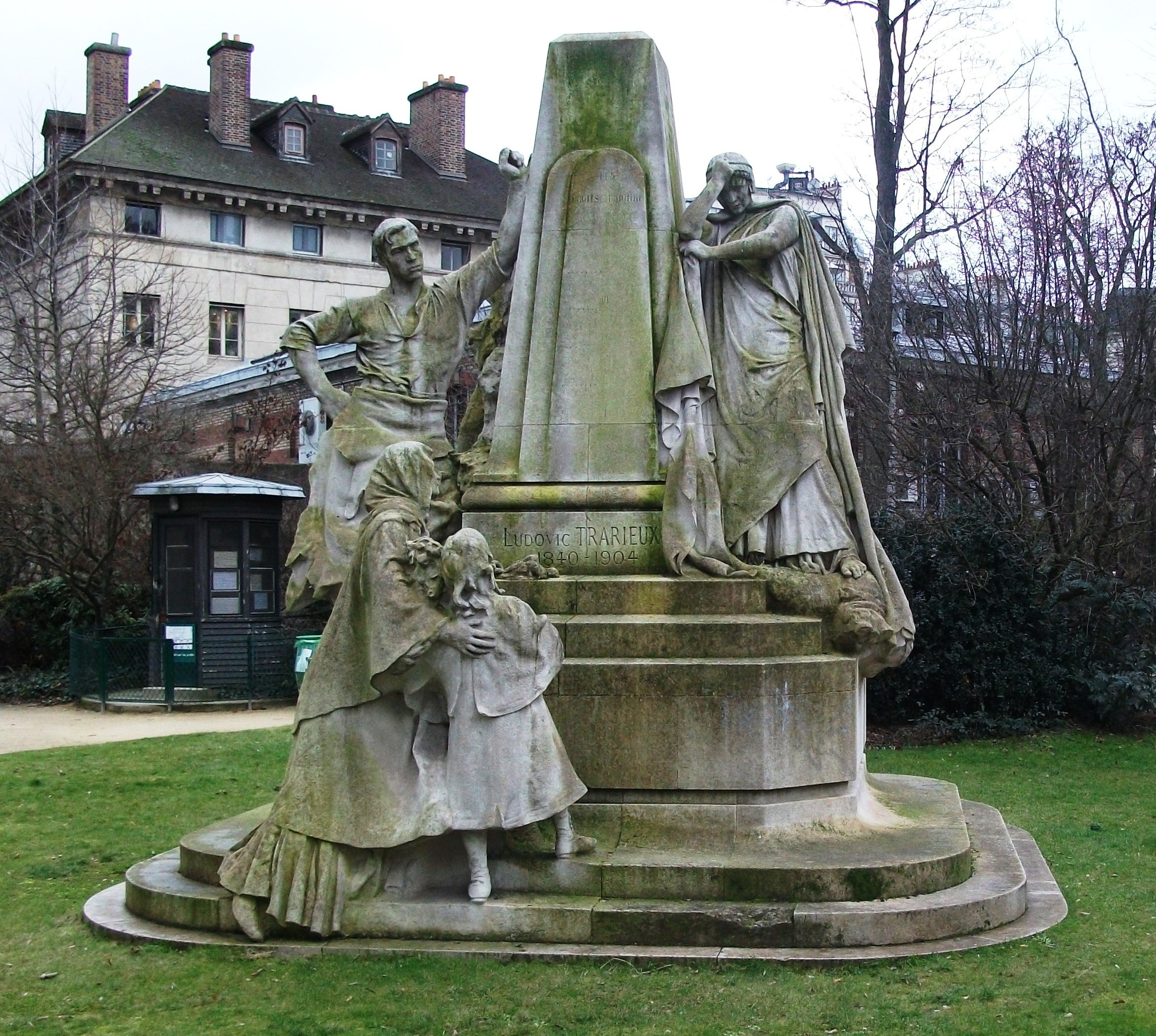
Monument Place Denfert-Rochereau, en l'honneur du fondateur de la Ligue des Droits de l'Homme.

Créée la même année, la Ligue des droits de l'homme, dont il devient le premier président regroupe des hommes politiques, des savants et de nombreux intellectuels républicains, parmi lesquels Victor Basch, Ferdinand Buisson, Lucien Herr ou encore Francis de Pressensé, favorables à la révision du procès du capitaine Dreyfus.
Gravement malade, il quitte la présidence de la Ligue le 19 octobre 1903, peu avant sa mort en 1904. Sa tombe se trouve au cimetière protestant de Bordeaux.

### Vie privée
Il épouse en 1867 Camille Faure, fille de Lucien Faure, président de la Chambre de commerce de Bordeaux, et de Suzanne d'Egmont. De cette alliance naîtra notamment Gabriel Trarieux, romancier et dramaturge.

## Hommages
À Paris, un monument commémoratif de Jean Boucher (1907) est installé dans le square Claude-Nicolas-Ledoux.
Le prix Ludovic-Trarieux, décerné notamment par l'Union international des Avocats, récompense chaque année depuis 1984 un avocat qui s'est illustré dans les combats en faveur des droits de l'homme.
La ville de Bordeaux a fait édifier un monument dédié à Ludovic Trarieux dans le palais de Justice de Bordeaux en 1984 et a baptisé un boulevard de la rive droite à son nom.
Le village de Saint-Vivien-de-Médoc a baptisé une rue à son nom.